# Anton Hren
Anton Hren, slovenski duhovnik, * 20. januar 1901, Verd pri Vrhniki, † 14. september 1943, Nova vas pri Blokah.

## Življenje
Po osnovni šoli je nadaljeval šolanje v zavodu sv. Stanislava v Šentvidu nad Ljubljano. Po študiju v ljubljanskem semenišču je bil 29. junija 1927 posvečen v duhovnika.
Bil je kaplan v Stopičah pri Novem mestu tri leta, za tem je bil kaplan in nato od leta 1938 župnik v Blokah.
Po italijanski kapitulaciji leta 1943 so partizani z italijanskimi topovi napadli vaško stražo v Novi vasi pri Blokah, zaradi česar so se 13. septembra vaščani vdali. Po osvojitvi vasi so iskali župnika, ki se je skril na županov skedenj. Takrat je so bili po navedbah zbrani: vodstvo Šercerjeve brigade, italijanski general Cerutti, Boris Kidrič, tovariš Tomaž, Edvard Kocbek in še dva neznana. Ker do popoldneva niso našli župnika Hrena, so razglasili, da bodo vsako uro ustrelili tri člane zajete vaške straže, če ne izdajo, kje se skriva župnik. Sklepa se, da ga je nekdo izdal, saj so ga partizani našli ob ponovnem iskanju v skednju. Zaprli so ga v konzumno klet in ga naslednje jutro ustrelili z dvemi streli iz samokresa. Njegovo truplo so vrgli v jarek za konzumom, vaščani so ga pokopali med dva grobova župnikov pri Fari. 
V kroniki Marijine kongregacije je zapisano: "14. septembra 1943 so sovražniki vere in uničevalci slovenskega naroda ustrelili bloškega župnika Hren Antona, dasi so ljudje prosili krvnike, naj ga pustijo, ker jim je edino on pomagal v nesrečah."